# Federico I di Svezia
Federico I d'Assia-Kassel, (Kassel, 17 aprile 1676 – Stoccolma, 25 marzo 1751) fu re di Svezia (dal 1720) e langravio di Assia-Kassel (dal 1730).
Federico ascese al trono di Svezia al seguito della morte di suo cognato, l'assolutista re Carlo XII, deceduto improvvisamente durante la Grande guerra del nord. Egli era infatti marito della sorella del re, Ulrica Eleonora, la quale preferì abdicare alla propria posizione di regina di Svezia dopo appena un anno di regno piuttosto che perdere i propri poteri di monarca assoluta come le era stato imposto dal Riksdag di Svezia.

## Biografia

### Primi anni
Federico era figlio del grande governatore Carlo I d'Assia-Kassel (1654–1730) e di Maria Amelia Kettler, Principessa di Curlandia (1653–1711). I suoi nonni materni erano Giacomo Kettler, duca di Curlandia (1610–1682) e Luisa Carlotta, principessa di Brandeburgo.
Luisa Carlotta era figlia di Giorgio Guglielmo di Brandeburgo, Elettore di Brandeburgo, Duca di Prussia e di Carlotta del Palatinato (1597–1660). Carlotta era figlia di Federico IV, Elettore del Palatinato (1574–1610) e di Luisa Giuliana di Nassau. Il fratello diventò Federico V, elettore del Palatinato. Luisa Giuliana era figlia di Guglielmo I d'Orange e Carlotta di Borbone-Montpensier.
Nel 1692 il giovane principe iniziò il suo Grand Tour nei Paesi Bassi, raggiungendo nel 1695 la penisola italiana e studiando successivamente a Ginevra in Svizzera. Dopo il suo ritorno in patria abbracciò la carriera militare, guidando le truppe dell'Assia come Luogotenente Generale durante la Guerra di successione spagnola al fianco degli olandesi. Fu sconfitto nel 1703 nella battaglia dello Speyerbach, ma prese parte l'anno successivo alla grande vittoria nella battaglia di Blenheim. Nel 1706 fu nuovamente sconfitto dai francesi nella battaglia di Castiglione.
Nel 1700 sposò Luisa Dorotea di Prussia che però lo lasciò vedovo e senza figli dopo appena cinque anni di matrimonio.

### Da principe consorte a re di Svezia

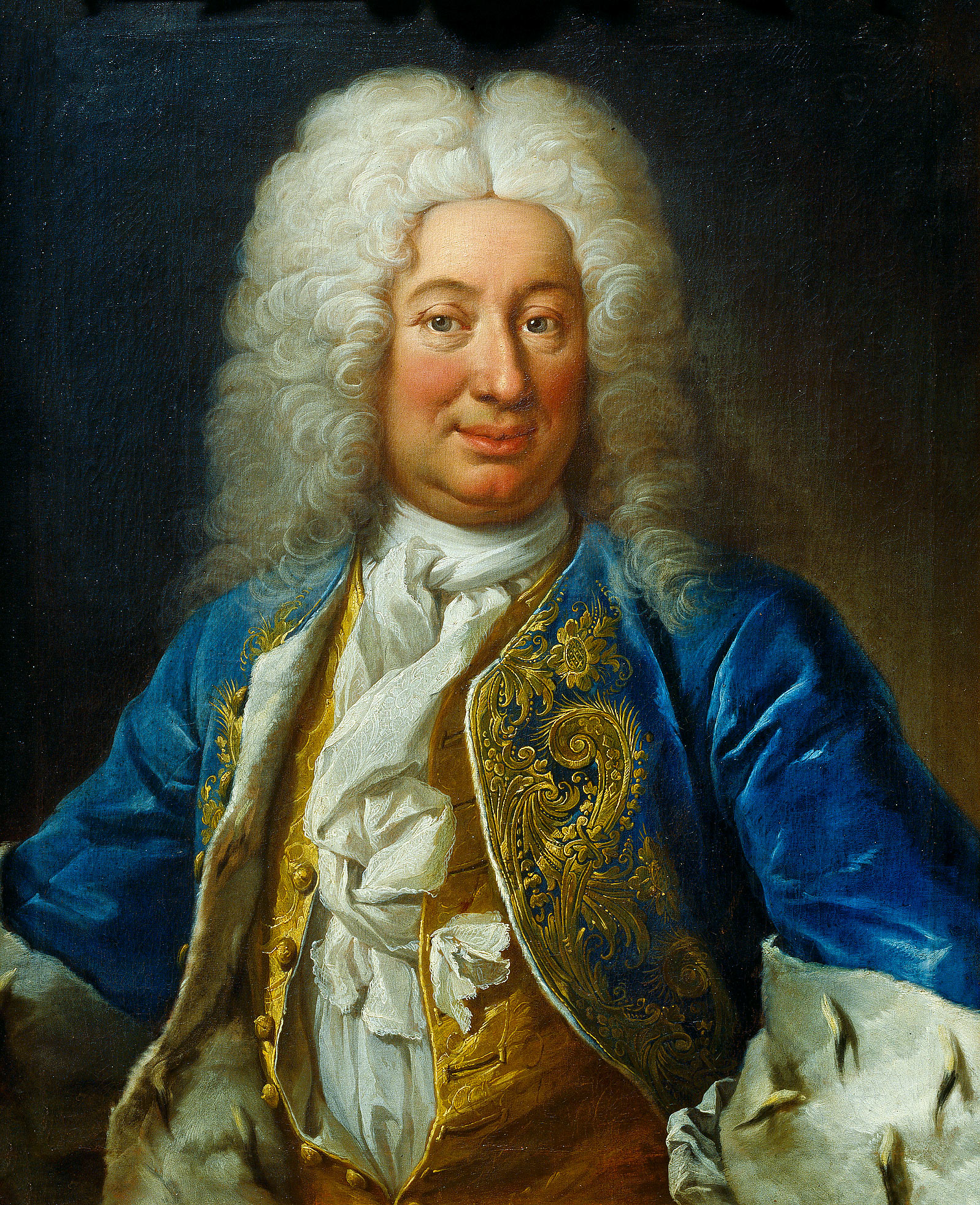
Federico I, re di Svezia

Nel 1715 Federico I sposò in seconde nozze la principessa Ulrica Eleonora di Svezia, ottenendo poco dopo il titolo di «Principe di Svezia» e quello di «Altezza Reale» dal parlamento. Sia nel 1716 sia nel 1718 aderì alla campagna di Carlo XII di Svezia contro la Norvegia e fu nominato «Generalissimus» dell'esercito svedese. Federico sostenne anche la decisione di cedere Brema e Verden all'Hannover e parte della Pomerania alla Prussia di modo da ottenere l'aiuto di questi due paesi (soprattutto dell'Inghilterra) contro le azioni dello zar Pietro I di Russia. Ricoprì anche il ruolo di principe consorte durante il regno della moglie dal 1718 sino all'abdicazione di questa nel 1720. Federico fu quindi eletto re di Svezia con il nome di Federico I il 24 marzo 1720 e fu incoronato poi a Stoccolma il 3 maggio di quello stesso anno.
Federico I aveva già acquisito una certa influenza durante il regno della moglie, e fu un re piuttosto attivo e dinamico all'inizio dei suoi 31 anni di regno. Ma dopo che l'aristocrazia ebbe riottenuto i poteri a seguito delle fallimentari guerre contro la Russia, il suo ruolo fu sminuito e iniziò sempre più a disinteressarsi agli affari di governo. Nel 1723 Federico I cercò di rafforzare l'autorità reale: un tentavio fallito, l'ultimo di entrare a fare parte pienamente della politica della Svezia, arrivando persino a utilizzare un timbro con la sua firma che affidò ai rappresentanti del suo governo così da non dover firmare personalmente i documenti ufficiali. Egli dedicò gran parte del suo tempo libero alla caccia e alle storie d'amore con le numerose amanti che accumulò negli anni, dal momento che il suo matrimonio con la regina Ulrica Eleonora non aveva prodotto eredi, mentre l'amante Hedvig Taube gli aveva dato molti figli illegittimi.

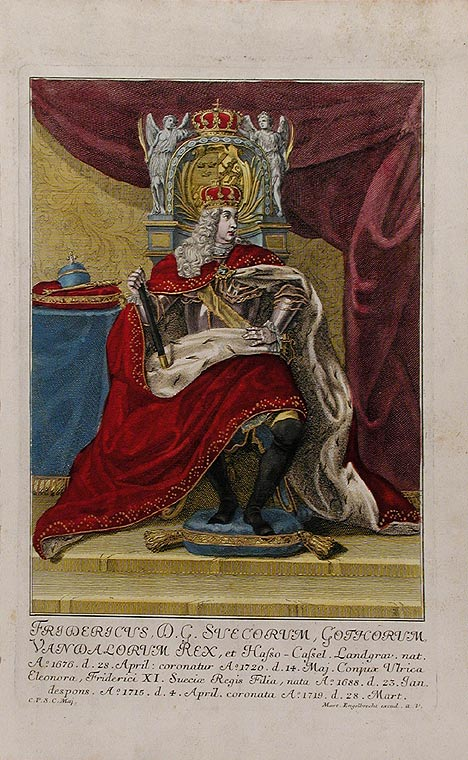
Federico I di Svezia sul trono in un'incisione d'epoca

Molti storici hanno suggerito che il proiettile di moschetto che uccise suo cognato Carlo XII di Svezia nel 1718 permettendo l'ascesa al trono di sua moglie, sorella del defunto monarca, fu sparato su commissione di Federico, che era intenzionato a impadronirsi del potere. Carlo era stato un monarca autoritario e dopo la sua morte e le dimissioni della sorella gli stati generali accettarono di buon grado di eleggere Federico al trono di Svezia perché si era dimostrato un personaggio più debole di spirito.
Le sconfitte subite da Carlo XII nella Grande guerra del nord posero fine all'appartenenza della Svezia al rango di grande potenza europea e sotto Federico lo stato dovette prenderne atto a tutti gli effetti. La Svezia dovette cedere l'Estonia, l'Ingria e la Livonia alla Russia secondo quanto concordato nel Trattato di Nystad del 1721.
Nel 1723 Federico ricompensò l'inventore militare Sven Åderman con il feudo di Halltorp sull'isola di Öland, al fine di creargli una base ove testare nuovi moschetti.
Come re, Federico non fu particolarmente rispettato dal suo popolo e molti ritengono ancora oggi che molte delle conquiste e delle migliorie per lo stato ottenute sotto il suo regno siano effettivamente da ascrivere più al suo entourage politico che al suo ingegno di monarca. Quando fu incoronato, di lui si disse: «Abbiamo recentemente sepolto re Carlo, ora incoroniamo re Federico – improvvisamente l'orologio è passato dalle dodici all'una». Quando morì, Carl Gustaf Tessin disse di lui:

 "il regno di re Federico, la scienza si è sviluppata senza che lui abbia mai provato a leggerne un libro. Il mercato è rifiorito senza che lui l'abbia mai incoraggiato con una singola moneta. Il palazzo di Stoccolma è stato costruito senza che lui sia stato mai nemmeno curioso di vedere il progetto" .

August Strindberg disse di lui: «Fu il peggior reggente della Svezia, ma del resto come potrebbe solo parlar bene svedese chi è nato come principe tedesco?»
Tra le riforme che sono ascrivibili alla sua persona vi è l'apertura del primo teatro stabile di Stoccolma, il Bollhuset e il divieto di praticare duelli.
Il 23 febbraio 1748 Federico I istituì inoltre tre ordini reali svedesi, quello dei Serafini, quello della Spada e quello della Stella Polare, ancora oggi ritenuti i tre ordini cavallereschi principali della Svezia.

### Langravio di Assia-Kassel

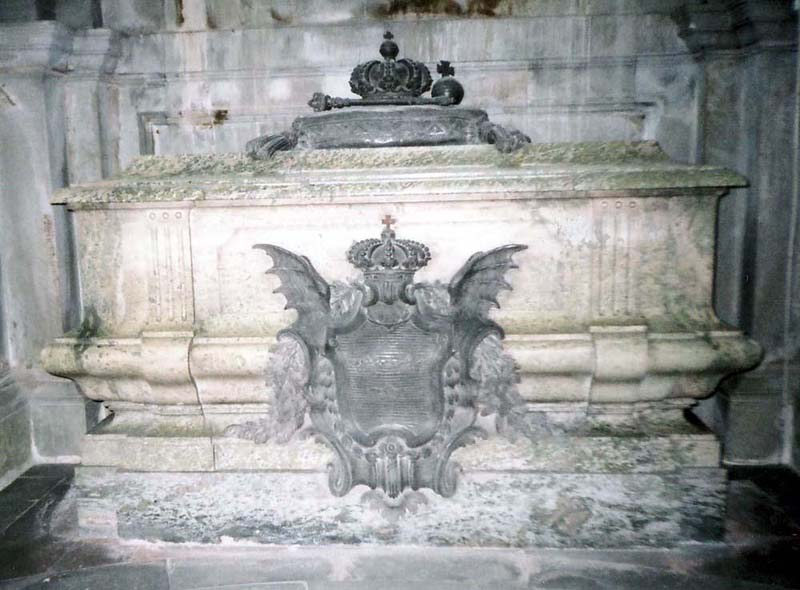
Il sarcofago di Federico I di Svezia nella Riddarholmskyrkan.

Federico divenne landgravio d'Assia solo nel 1730, dieci anni dopo l'ascesa al trono di Svezia. Subito, nominò il fratello minore Guglielmo governatore dell'Assia.
Federico non ebbe successo in questa carica. Infatti si concentrò di più sulla Svezia e a causa dei compromessi che dovette accettare per salire al trono svedese, il suo appannaggio e quello della corte erano veramente bassi. Il denaro per la corte, molto costosa, venne quindi, a partire dagli anni '30 dalla ricca Hesse, perciò Federico si comportò quasi come un Signore assente. Inoltre il padre di Federico, Carlo I d'Assia-Kassel, era stato un abilissimo governatore in Assia, avendo ricostruito lo stato dopo decenni di decadenza con riforme economiche, delle infrastrutture e dello stato, e avendo praticato la tolleranza religiosa (anche per motivi economici: infatti lo spirito tollerante attirò molti ugonotti francesi). Il fratello governatore, che sarebbe poi succeduto a Federico come Landgravio Guglielmo VIII d'Assia-Kassel, ebbe un grande successo nell'amministrazione dello stato.
Federico I di Svezia morì il 25 maggio 1751 a Stoccolma.

## Matrimonio e figli

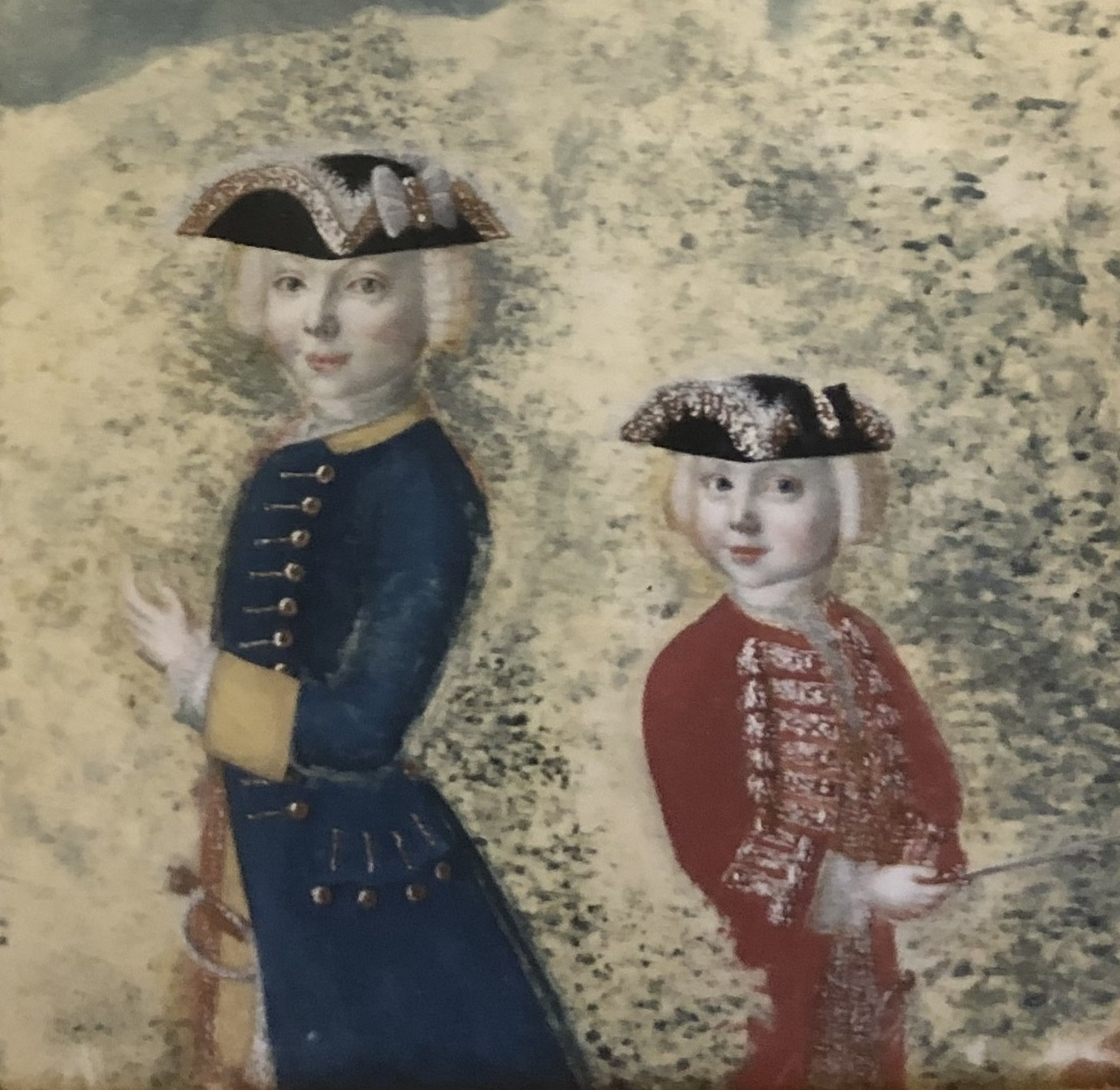
Federico Guglielmo e Carlo Edoardo, i due figli maschi nati dalla relazione tra Federico I e l'amante Edvige Taube

Federico I sposò la sua prima moglie, Luisa Dorotea Sofia di Prussia (1680 - 1705) il 31 maggio 1700. La seconda moglie, sposata nel 1715, fu la Regina Ulrica Eleonora di Svezia (1688 - 1741), figlia di Carlo XI di Svezia (1655 - 1697) e di Ulrica Eleonora di Danimarca (1656 - 1693).
Entrambi i matrimoni del Re non diedero eredi, ma Federico I ebbe tre figli illegittimi dall'amante Edvige Taube:
- Friedrich Wilhelm von Hessenstein (1735-1808)
- Carlo (1737-1769)
- Edvige Amalia (1743-1752)

In questo modo il Casato di Assia in Svezia terminò con Federico e fu seguito dal Casato di Holstein-Gottorp. All'Assia succedette il fratello Guglielmo VIII, famoso generale.

## Ascendenza
|                               |                   |                                            | Genitori                             |  |  | Nonni |  |  | Bisnonni                   |  |  | Trisnonni               |  |
|                               |                   |                                            |                                      |  |  |       |  |  | Guglielmo V d'Assia-Kassel |  |  | Maurizio d'Assia-Kassel |  |
|                               |                   |                                            |                                      |  |  |       |  |  | Guglielmo V d'Assia-Kassel |  |  | Maurizio d'Assia-Kassel |  |
|                               |                   | Agnese di Solms-Laubach                    |                                      |  |  |       |  |  | Guglielmo V d'Assia-Kassel |  |  |                         |  |
| Guglielmo VI d'Assia-Kassel   |                   |                                            |                                      |  |  |       |  |  | Guglielmo V d'Assia-Kassel |  |  |                         |  |
|                               |                   | Amalia Elisabetta di Hanau-Münzenberg      | Filippo Luigi II di Hanau-Münzenberg |  |  |       |  |  |                            |  |  |                         |  |
|                               |                   | Amalia Elisabetta di Hanau-Münzenberg      | Filippo Luigi II di Hanau-Münzenberg |  |  |       |  |  |                            |  |  |                         |  |
|                               |                   | Amalia Elisabetta di Hanau-Münzenberg      | Caterina Belgica di Nassau           |  |  |       |  |  |                            |  |  |                         |  |
| Carlo I d'Assia-Kassel        |                   | Amalia Elisabetta di Hanau-Münzenberg      |                                      |  |  |       |  |  |                            |  |  |                         |  |
|                               |                   | Giorgio Guglielmo di Brandeburgo           | Giovanni Sigismondo di Brandeburgo   |  |  |       |  |  |                            |  |  |                         |  |
|                               |                   | Giorgio Guglielmo di Brandeburgo           | Giovanni Sigismondo di Brandeburgo   |  |  |       |  |  |                            |  |  |                         |  |
|                               |                   | Giorgio Guglielmo di Brandeburgo           | Anna di Prussia                      |  |  |       |  |  |                            |  |  |                         |  |
| Edvige Sofia di Brandeburgo   |                   | Giorgio Guglielmo di Brandeburgo           |                                      |  |  |       |  |  |                            |  |  |                         |  |
|                               |                   | Elisabetta Carlotta del Palatinato         | Federico IV del Palatinato           |  |  |       |  |  |                            |  |  |                         |  |
|                               |                   | Elisabetta Carlotta del Palatinato         | Federico IV del Palatinato           |  |  |       |  |  |                            |  |  |                         |  |
|                               |                   | Elisabetta Carlotta del Palatinato         | Luisa Giuliana di Nassau             |  |  |       |  |  |                            |  |  |                         |  |
| Federico I di Svezia          |                   | Elisabetta Carlotta del Palatinato         |                                      |  |  |       |  |  |                            |  |  |                         |  |
|                               | Guglielmo Kettler | Gottardo Kettler                           |                                      |  |  |       |  |  |                            |  |  |                         |  |
|                               | Guglielmo Kettler | Gottardo Kettler                           |                                      |  |  |       |  |  |                            |  |  |                         |  |
|                               | Guglielmo Kettler | Anna di Meclemburgo                        |                                      |  |  |       |  |  |                            |  |  |                         |  |
| Giacomo Kettler               | Guglielmo Kettler |                                            |                                      |  |  |       |  |  |                            |  |  |                         |  |
|                               |                   | Sofia di Hohenzollern                      | Alberto Federico di Prussia          |  |  |       |  |  |                            |  |  |                         |  |
|                               |                   | Sofia di Hohenzollern                      | Alberto Federico di Prussia          |  |  |       |  |  |                            |  |  |                         |  |
|                               |                   | Sofia di Hohenzollern                      | Maria Eleonora di Jülich-Kleve-Berg  |  |  |       |  |  |                            |  |  |                         |  |
| Amalia di Curlandia           |                   | Sofia di Hohenzollern                      |                                      |  |  |       |  |  |                            |  |  |                         |  |
|                               |                   | Giorgio Guglielmo di Brandeburgo           | Giovanni Sigismondo di Brandeburgo   |  |  |       |  |  |                            |  |  |                         |  |
|                               |                   | Giorgio Guglielmo di Brandeburgo           | Giovanni Sigismondo di Brandeburgo   |  |  |       |  |  |                            |  |  |                         |  |
|                               |                   | Giorgio Guglielmo di Brandeburgo           | Anna di Prussia                      |  |  |       |  |  |                            |  |  |                         |  |
| Luisa Carlotta di Brandeburgo |                   | Giorgio Guglielmo di Brandeburgo           |                                      |  |  |       |  |  |                            |  |  |                         |  |
|                               |                   | Elisabetta Carlotta di Wittelsbach-Simmern | Federico IV del Palatinato           |  |  |       |  |  |                            |  |  |                         |  |
|                               |                   | Elisabetta Carlotta di Wittelsbach-Simmern | Federico IV del Palatinato           |  |  |       |  |  |                            |  |  |                         |  |
|                               |                   | Elisabetta Carlotta di Wittelsbach-Simmern | Luisa Giuliana di Nassau             |  |  |       |  |  |                            |  |  |                         |  |
|                               |                   | Elisabetta Carlotta di Wittelsbach-Simmern |                                      |  |  |       |  |  |                            |  |  |                         |  |